# 은하계악단
은하계악단(중국어: 银河系乐团, 영어: Galaxy Band)은 2020년 9월 12일에 데뷔한 중국의 연예 기획사 와지지와 엔터테인먼트 소속의 5인조 밴드이다. 구성원은 우씽, 런인펑, 쉬양, 푸쓰차오, 장쟈위엔이다. 팬덤명은 「만천성」 (满天星)이다.   
| 인사 구호 |
| "大家好！我们是银河系乐团！ 探索卫星 创造奇迹！" ("안녕하세요, 우리는 '은하계악단'입니다! 위성을 탐사하고 기적을 창조하자!") |

## 활동

### 2020년: 데뷔
- 9월 12일, 중국의 동영상 사이트 플랫폼 텐센트 비디오에서 주최한 밴드 결성 프로젝트 서바이벌 프로그램 《명일지자》[1]의 최종 순위 발표식에서 TOP4 안에 들어 우승은 하지 못했으나 와지지와 엔터테인먼트에서 은하계악단 멤버 5명과 정식 계약을 체결하여 밴드 '은하계악단'의 멤버 우씽, 런인펑, 쉬양, 푸쓰차오, 장쟈위엔으로 그룹이 정식으로 데뷔되었다.

### 2021년: 활동
- 1월 15일,《未来的我们》으로 정식 데뷔 음반을 발매하였다.
- 4월 24일, 멤버 장쟈위엔이 INTO1 활동이 확정되었다.
- 8월 18일,《因你》로 장쟈위엔을 제외한 앨범을 발매하였다.

## 구성원
| 이름     | 소개 |
| 우씽     | - 이름: 武星／Wu Xing - 생년월일: 1999년 2월 26일(26세) - 출생지: 중국 - 민족: 한족 - 포지션: 프론트맨,보컬                                                                        |
| 런인펑   | - 이름: 任胤蓬／Ren Yinpeng - 생년월일: 1999년 9월 12일(25세) - 출생지: 중국 충칭시 - 민족: 한족 - 포지션: 첼로 - 특이사항: 창조영 2021에 참여하여 최종 '19위'로 탈락.             |
| 쉬양     | - 이름: 徐洋／Xu Yang - 생년월일: 1999년 11월 6일(25세) - 출생지: 중국 - 민족: 한족 - 포지션: 퍼커션(타악기)                                                                       |
| 푸쓰차오 | - 이름: 付思超／Fu Sichao - 생년월일: 1999년 11월 11일(25세) - 출생지: 중국 베이징시 - 민족: 한족 - 포지션: 콘트라베이스 - 특이사항: 창조영 2021에 참가하여 최종 '21위'로 탈락.    |
| 장쟈위엔 | - 이름: 张嘉元／Zhang Jiayuan - 생년월일: 2003년 1월 8일(22세) - 출생지: 중국 랴오닝성 잉커우시 - 포지션: 기타 - 특이사항: 창조영 2021에 참가하여 최종 '8위'로 데뷔, INTO1의 멤버. |

## 음반 목록

### 앨범
| #   | 앨범 정보 | 트랙 리스트                                                                               |
| 1st | 《미래의 우리》 (未来的我们) - 발매일: 2021년 1월 15일 - 장르: C-POP - 유형: 디지털 앨범 - 언어: 중국어 - 레이블: 텐센트 | 트랙 리스트 1. 《미래의 우리》 (未来的我们) 2. 《미래의 우리(Inst.)》 (未来的我们 (伴奏)) |
| 2nd | 《너 때문에》 (因你) - 발매일: 2021년 8월 18일 - 장르: C-POP - 유형: 디지털 앨범 - 언어: 중국어 - 레이블: 텐센트         | 트랙 리스트 1. 《너 때문에》 (因你) 2. 《너 때문에(Inst.)》 (因你 (伴奏))                 |

## 여담
·팀 이름이 은하계악단인 이유는 초기 멤버가 우씽과 런인펑이었기 때문. 우씽의 끝 글자 星의 뜻이 별인 것과 런인펑의 끝 글자 蓬의 발음이 폭발음처럼 들리는 것에서 착안하였다고 한다.
·99년생이 세 명인데, 쉬양과 푸쓰차오는 중앙음악학원의 동기이다. 푸쓰차오는 오케스트라과로 서로 과는 다르지만 원래 알고 있던 사이이다.
·텐센트 비디오의 밴드 결성 서바이벌 프로그램 <명일지자 슈퍼밴드>에 전원 개인 자격으로 참가하여 2인에서 5인까지 멤버가 순차적으로 추가되는 방식으로 결성되었다.